# Абганер-Гаханкин
Абганер-Гаханкин (также Менгута) — исчезнувшее село в Яшалтинском районе Калмыкии. Располагалось на территории Эсто-Алтайского сельского муниципального образования, на левом берегу речки Менгута (правый приток реки Хагин-Сала).

## Название
Топоним Абганер-Гаханкин производен от названия одного из большедербетовских родов. Второе название (Менгута; калм. Мөңгтә) можно перевести как имеющий деньги; с деньгами; денежный (совместный падеж от калм. Мөңгн — серебро; деньги)

## История
Дата основания не установлена. При копанях на урочище Менгута Абганер-Гаханкинов род перекочевал не позднее 1881 года.
Согласно Списку населённых мест Ставропольской губернии в 1909 году в селе располагалась правление рода Абганер-Гаханкин, имелось 89 дворов, проживали 221 душа мужского и 201 женского пола. В населённом пункте также имелись школа, церковь (буддийский храм), 2 хлебозапасных магазина, 1 пожарный обоз, по одному торговому и промышленному предприятию, имелся пруд. К 1917 году в селе насчитывалось более двухсот саманных домов, с крепкими хозяйственными постройками. Жирный чернозём, позволяющий получать хорошие урожаи зерновых и богатые разнотравьем пастбища, способствовали экономическому развитию степняков. На краю хутора стоял хурул, где детей обучали зая-пандитской письменности и основам буддизма.
В период коллективизации практически всех менгутинцев записали в кулаки. Около 30 мужчин через Украину бежали на Запад. Другая часть с семьями бежала в восточные районы Калмыкии. Оставшиеся жители были записан в колхоз имени Сталина, который был образован на базе находящегося рядом эстонского хутора.
На карте РККА 1941 года село уже не обозначено.

## Население
Динамика численности населения
| 1909 |
| ---- |
| 422  |

## Известные уроженцы, жители
Джамбинов, Ярослав Сайкович (1922-1995)  — журналист, заслуженный работник культуры РСФСР (1970), ветеран Великой Отечественной войны.